# Скорняково (Липецкая область)
Скорняко́во — село Задонского района Липецкой области. Административный центр Скорняковского сельского поселения.

## География
Стоит на левом берегу реки Дон.
В 2 км южнее села Скорняково находится железнодорожная платформа 227 км (Матюшкино) на линии Грязи — Елец.

## История
Под названием Арха́нгельское упоминается в документах 1680 года. Известно, что к этому времени село уже было населено и в селе имелась церковь Архистратига Михаила. Помещиком села являлся Григорий Нефёдович (Мефодьевич) Скорняков-Писарев, получивший село в том же 1680-м году по мене от Фёдора Бегичева. Сей факт отражен в жалобе от 1681 года царю Фёдору Алексеевичу.
В справочнике "IX. Воронежская губерния. Список населенных мест по сведениям 1859 года" село также фигурирует под этим названием. Владельческое село. Расположение показано как "при реке Дон" и "По проселочному тракту от с. Нижнего Студенца на г. Лебедянь". В то время там числилось 94 дворов, и значилось мужчин - 532, женщин - 517. Уездный центр находился в 30 верстах. Также в селе действовала православная церковь Архангела Михаила (Архангельская) Воронежской епархии, возведенная из камня в 1812 году. С 29 сентября 1874 года в селе действовало сельское начальное народное училище.
В середине XVIII века оно перешло к З. Г. Чернышёву, а затем к его племяннику Г. И. Чернышёву, после смерти которого перешло к его дочери Наталье Григорьевне, вышедшей в 1834 году замуж за Муравьева-Карского. В периоды своих отставок (1839—1848 и после 1859 года) Муравьёв жил здесь со своим семейством. 
В 80-х годах XIX века селение стало Скорняковом. Под этим названием оно упоминается в справочниках 1884 и 1886 годов.
После Муравьева-Карского усадьбой владел основатель Русской дальней авиации (и первый в истории России генерал авиации) — Михаил Владимирович Шидловский известный так же как, человек, который внес огромный вклад в автомобилестроение дореволюционной России (владелец завода «Руссобалт» в Санкт-Петербурге).
Усадьба является памятником истории и культуры регионального значения (с 1980-х годов). Это остатки главного дома, флигель и скотный двор, а также выявленные сотрудниками государственной дирекции по охране культурного наследия Липецкой области здания ткацкой фабрики, дом с мезонином и хозяйственные постройки.
Планируется, что здания усадьбы будут реставрированы. Сейчас усадьба передана в пользование одному из топ-менеджеров «Управляющей компании ВТБ».
В 1980-х годах был разработан проект планировки и застройка села (арх. Ю. Д. Серов и А. П. Кислица); в 1985 году на Всесоюзном конкурсе он был отмечен как один из лучших. Согласно проекту, в общественный центр Скорнякова органично вошли церковь и конюшни. 
В 2008 году археологи госдирекции по охране культурного наследия Липецкой области начали раскопки на участке фундамента усадебного дома.

## Население
| 1859 | 1897  | 2010 |
| ---- | ----- | ---- |
| 1049 | ↘1047 | ↘579 |